# Jorge Díaz-Rullo
Jorge Díaz-Rullo Calvo (* 10. Januar 1999) ist ein spanischer Sportkletterer.

## Leben
Jorge Díaz-Rullo nahm zwischen 2017 und 2018 an diversen internationalen Jugendwettkämpfen des IFSC teil. Bei den Jugendweltmeisterschaften 2018 in Moskau belegte er in der Disziplin Lead den 47. und im Bouldern den 53. Rang. Kurz darauf wurde er in Brüssel bei der Jugendeuropameisterschaft 28. im Bouldern.
Danach fokussierte er sich aufs Felsklettern. Im September 2020 konnte er die von Chris Sharma 2015 erstbegangene Route El Bon Combat begehen, die mit der Schwierigkeit 9b/+ bewertet wird. Im Januar 2021 gelang ihm sein erster Boulder im Grad 8C, Trinity.
Im Februar 2023 befreite er die Route Mejorando la Samfaina und bewertete sie mit 9b+. Mit Hypoxia gelang ihm im September 2023 sein zweiter 8C-Boulder. Einen Monat später wiederholte er die Route Bibliographie. Diese war vom Erstbegeher Alexander Megos ursprünglich mit 9c bewertet, in der Folge aber von Stefano Ghisolfi auf 9b+ abgewertet worden. Jorge Díaz-Rullo bestätigte diesen Grad.
Jorge Díaz-Rullo wird unter anderem von Scarpa und Petzl gesponsert.

## Erfolge (Auswahl)

### Sportklettern

#### 9b+ (5.15c)
- Change – in Flatanger, Norwegen – 29. August 2024 – fünfte Begehung[7]
- Bibliographie – in Céüse, Frankreich – 16. Oktober 2023 – fünfte Begehung[6]
- Mejorando la Samfaina – in Margalef, Spanien – 5. Februar 2023 – Erstbegehung[4]

#### 9b/+ (5.15b/c)
- El Bon Combat – bei Cova de Ocell, Spanien – September 2020 – vierte Begehung[2]

#### 9b (5.15b)
- Sleeping Lion – Siurana, Spanien – Februar 2024[8]
- The Full Journey – in Margalef, Spanien – März 2023[9]
- First Round, First Minute – in Margalef, Spanien – April 2021[10]
- Patanics – in Rodellar, Spanien – August 2019[11]
- Alí Hulk (sds + Extension) – in Rodellar, Spanien – Juli 2019 – Zweitbegehung[11][12]
- La Planta de Shiva – in Villanueva del Rosario, Spanien – Mai 2019[13]

### Bouldern

#### 8C (V15)
- Hypoxia – in Navalosa, Spanien – September 2023[5]
- Trinity – bei La Prix, Spanien – Januar 2021[3]

#### 8C/8B+ (V14/15)
- Papá Oso – in Torrelodones, Spanien – Februar 2020[14]